# Strani compagni di letto
Strani compagni di letto (Strange Bedfellows) è un film diretto dal regista Melvin Frank, con protagonisti Rock Hudson e Gina Lollobrigida, alla loro seconda prova cinematografica insieme.

## Trama
Per poter accettare un alto incarico nell'azienda presso cui lavora, Carter è costretto a tornare insieme alla moglie Toni, di origine italiana, dalla quale si è separato sette anni prima a causa del carattere pazzoide e surreale di lei. Appena i due si incontrano dimenticano di colpo i problemi e le vecchie liti. Toni, però, non è cambiata e continua ad essere libera nei costumi e nelle convinzioni, tanto che, per colpire l'opinione pubblica a favore della libertà dell'espressione artistica, decide di attraversare l'intero quartiere di Soho completamente nuda come Lady Godiva. Ciò provoca una serie di bugie ed equivoci, ma nello stesso tempo riavvicina i due coniugi.